# Ліриця (музичний інструмент)
Ліриця (хорв. lirica) — музичний інструмент із хорватського регіону Далмація та хорватських частин східної Герцеговини. Це грушоподібний триструнний інструмент, на якому грають смичком. Його грають у супроводі традиційного місцевого танцю лінджо. Назва ліриці походить від ліри (грец. λύρα), смичкового інструменту Візантійської імперії, від якого вона, ймовірно, походить.
Хоча ліриця найчастіше асоціюється з традиційною народною музикою, вона все ще зустрічається в сучасній музиці регіону. Одним із відомих виконавців, який використовує цей інструмент, є Мате Буліч.

## Походження

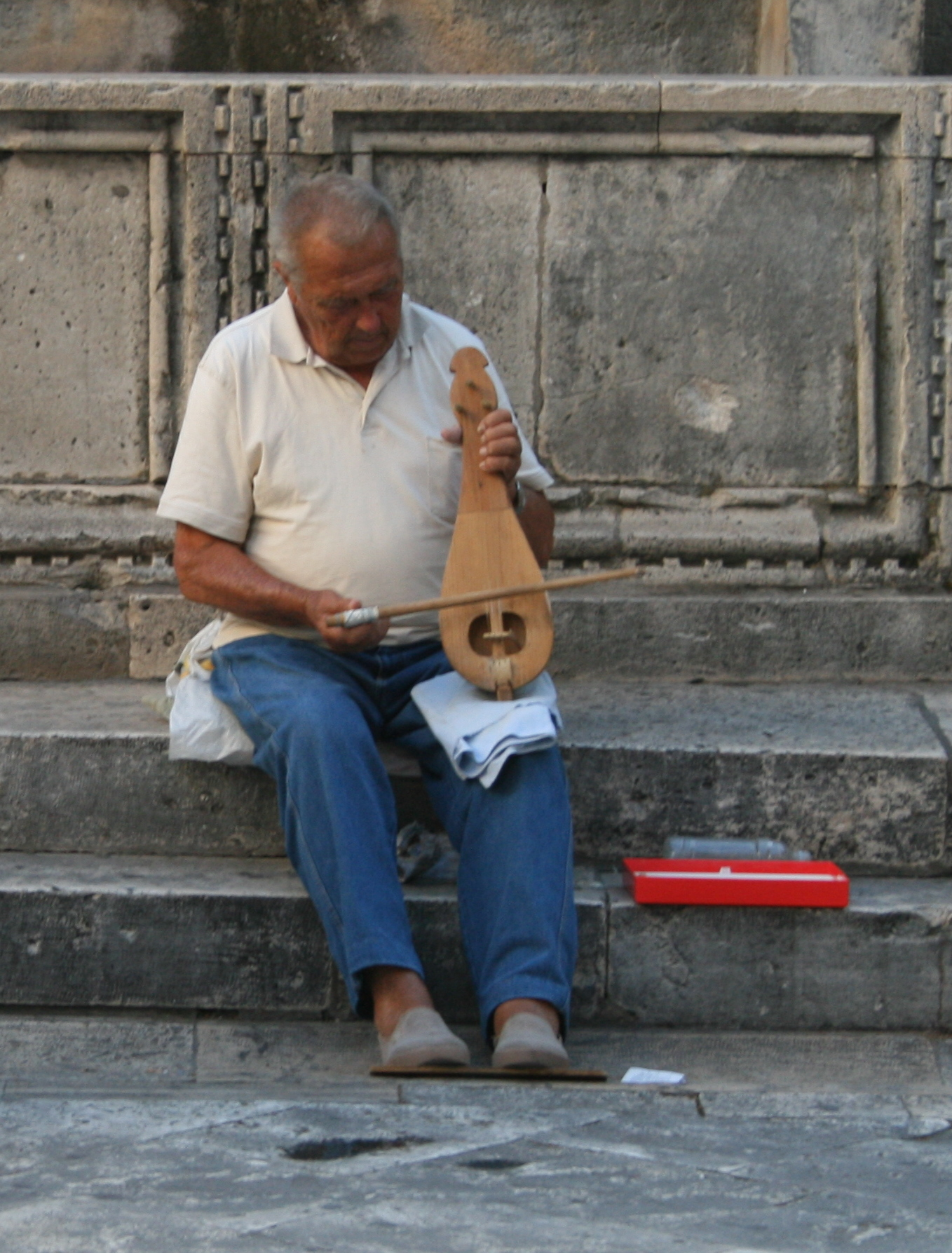
Гравець на ліриці в Дубровнику

Ліриця тісно пов'язана зі смичковим музичним інструментом ліра (λύρα) Візантійської імперії, який є предком більшості європейських смичкових інструментів і має аналог у вигляді ребаба, що використовувався в ісламських імперіях того часу. Перський географ Ібн Хуррададзбіх (пом. 911) у IX столітті у своєму лексикографічному описі інструментів згадував ліру як типовий інструмент візантійців поряд з ургуном (органом), шиліяні (ймовірно, різновидом арфи або ліри) і саланджем. Візантійська ліра поширилася Європою на захід; у XI—XII століттях європейські письменники використовували терміни фідель і ліра як синоніми для позначення смичкових інструментів. У наступні століття в Європі залишилося два основні типи смичкових інструментів: один, відносно квадратної форми, який тримали в руках, відомий як родина lira da braccio («ліра для руки»), інший — зі скошеними плечима, який розташовували між колінами, належав до родини lira da gamba («ліра для ніг»). Під час епохи Відродження гамбові інструменти були важливими та вишуканими, однак згодом поступилися місцем гучнішій (і спочатку менш аристократичній) родині lira da braccio. 